# Arte colonial do Brasil
Arte colonial designa a produção artística brasileira do Brasil Colônia, quando o território era uma colônia do império ultramarino português.
O Barroco, trazido da Europa por religiosos artistas portugueses e espanhois, desenvolveu-se com mestres de ofício formados na terra brasileira por estes monges, freis e padres, cuja principal atividade era a catequização, e não o estabelecimento de escolas ou oficinas artísticas. 
A linguagem do barroco aclimatou-se na colônia, adaptando-se à escassez de mão de obra e material, tendo utilizado a madeira local, argila e mesmo tintas com alguns pigmentos da própria terra. Recebeu influências da cultura indígena, além da africana e asiática. 
As imagens religiosas vindas de outras colônias portuguesas serviram de inspiração e referência para os artistas locais, como se pode verificar nas chinoiseries ("chinesices") presentes na decoração de igrejas mineiras (Sabará, Mariana) e também nas imagens religiosas de mestres entalhadores que mostram sua influência dos marfins indianos, como frei Agostinho da Piedade e outros. 
Conservou, contudo, sua base europeia, originada na cultura religiosa católica e sendo influenciado pela tradição artística cristã de várias épocas, às vezes inusitada, como é possível ver nos elementos góticos da arte de Aleijadinho.
Nos anos finais do século XVIII e inícios do XIX, o Rococó mistura-se à linguagem barroca na arquitetura, imaginária e pintura, sem perder o referencial religioso, ao contrário do movimento na Europa, que se desvinculou da representação sacra católica, abordando lá temas profanos em sua maioria.
Portanto, é majoritária a arte sacra na arte brasileira dos primeiros três séculos, sendo Aleijadinho, Agostinho da Piedade e Agostinho de Jesus, além de Francisco Xavier de Brito, Mestre Ataíde e Mestre Valentim suas mais importantes figuras.